# Twee kinderliedjes
Twee kinderliedjes voor zangstem en piano is compositie van Witold Lutosławski. De Poolse componist schreef ze in de nasleep van zijn Eerste symfonie. De componist vond dat hij met die symfonie een eindpunt had bereikt binnen zijn toenmalige stijl van componeren. Wellicht ook onder druk van de Poolse autoriteiten, die zijn symfonie te modern vonden, ging Lutosławski over naar eenvoudiger klanken. De twee kinderliedjes zijn 
1. De verlate nachtegaal (Spóźniony słowik) en
2. Over meneer Tralalinski (O Panu Tralalińskim)

Het werk werd voor het eerste gezongen op 26 januari 1948 te Krakau.
Na de eerste uitvoering maakte de componist een versie voor zangstem en (kamer)orkest bestaande uit:
- 2 dwarsfluiten (II ook piccolo), 2 hobo's, 2 klarinetten, 2 fagotten
- 4 hoorns, 3 trompetten, 3 trombones
- pauken, percussie celesta
- violen, altviolen, celli, contrabassen.

## Discografie
- Uitgave Naxos: Ursula Kryger (sopraan)  Pools Nationaal Radio-Symfonieorkest onder leiding van Antoni Wit